# John Murphy (kerékpáros)
John Murphy (Jacksonville, Florida, 1984. december 15. –) amerikai profi kerékpáros. 2020-ban visszavonult a versenyzéstől.

## Eredményei
2007
3., összetettben - Edgar Soto Memorial
1., 2. szakasz
2008
1., összetettben - Tour de Taiwan
1., 4. szakasz - Fitchburg Longsjo Classic
2. - Garrett Lemire Memorial GP
2009
1., Amerikai országúti bajnokság - Kritérium-verseny
2010
6. - Nokere Koerse
2011
6. - ProRace Berlin

## Grand Tour eredményei
| Grand Tour | 2010    | 2011 |
| ---------- | ------- | ---- |
| Giro       | feladta | -    |
| Tour       | -       | -    |
| Vuelta     | -       |      |